# Ranunculus haasii
Ranunculus haasii är en ranunkelväxtart som beskrevs av Sóo. Ranunculus haasii ingår i släktet ranunkler, och familjen ranunkelväxter. Inga underarter finns listade i Catalogue of Life.